# Georg Knorr (Maler)
Georg David Salomon Knorr (* 4. Februar 1844 in Löbau, Westpreußen; † 10. Juni 1916 in Königsberg i. Pr.) war ein deutscher Maler und Illustrator. Von 1885 bis 1902 unterrichtete er an der Kunstakademie Königsberg.

## Leben

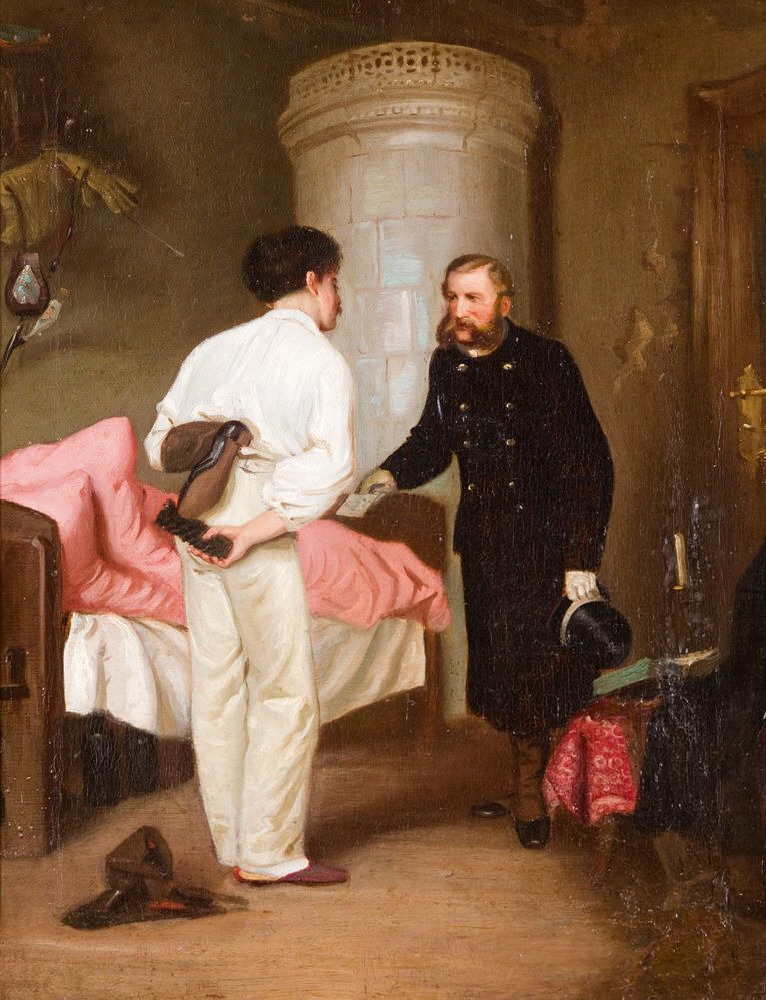
Einladung zum Tee (Student beim Stiefelputzen durch den herrschaftlichen Diener überrascht), um 1869

Knorr war der Sohn des Justizkommissarius Karl Gustav Theodor Knorr und dessen Ehefrau Doris geb. Bohland. Er war 1862 Schüler der Kunstakademie Königsberg unter Ludwig Rosenfelder. Weitere Studien führten ihn nach Berlin und Düsseldorf, Reisen nach Italien. 1885 wurde er Lehrer, 1887 Professor an der Kunstakademie Königsberg. In der Zeit vom 1. Oktober 1900 bis zum 9. April 1901 amtierte er als stellvertretender Direktor der Königsberger Akademie. 1902 trat er vom Lehramt zurück. Zu seinen Schülern zählen Ernst Bischoff-Culm, Otto Ewel und Arwed Seitz (1874–1933). Er war Mitglied der Königsberger Freimaurerloge Immanuel. Knorr blieb unverheiratet und war evangelischer Konfession.
Knorr malte hauptsächlich Historien- und Genrebilder, später ostpreußische Landschaften. Gelegentlich schuf er Illustrationen. Zusammen mit Maksymilian Antoni Piotrowski und Gustav Graef schuf er Wandgemälde für das Auditorium Maximum der Albertus-Universität Königsberg. Weitere Wandgemälde konzipierte er für die Aula des Königlichen Wilhelms-Gymnasiums und für das Treppenhaus des Oberpräsidialgebäudes in Königsberg.
Am 1. Oktober 2017 wurde eine Folge der Sendung Lieb & Teuer des NDR ausgestrahlt, die von Janin Ullmann moderiert und im Schloss Reinbek gedreht wurde. Darin wurde mit dem Kunsthistoriker und Ausstellungskurator der Hamburger Kunsthalle Daniel Koep ein Öldruck des Gemäldes Einladung zum Tee von Georg Knorr besprochen.

## Siehe auch

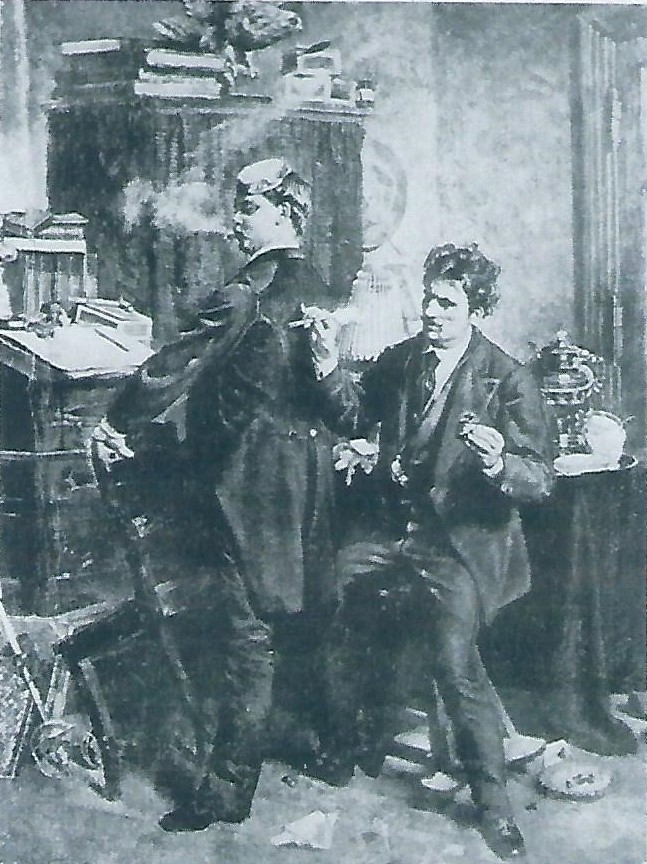
Vor dem Ball, 1873